# Самотній натовп
Самотній натовп (англ. The Lonely Crowd) — книга американського соціолога Девіда Рісмена, написана в 1950 році за участю Натана Глейзера і Реуеля Денні. У монографії Рісмен наводить результати свого дослідження товариств і їх класифікацію на основі зростання чисельності населення. 
Рісмен визначає три стадії (а разом з тим три види) суспільства:
- Суспільство з високим рівнем народжуваності і такою ж високою смертністю, яке, знаходиться в фазі активного зростання потенціалу ( «high growth potential»): чисельність його населення буде активно збільшуватися, якщо знизиться смертність в зв'язку з, наприклад, зміною санітарних умов.
- Суспільство, яке пройшло через стадію зниження смертності і знаходиться в стадії перехідного зростання потенціалу («transitional growth»).
- Суспільство, яке пройшло через дві попередні стадії, що наближається або знаходиться в фазі зниження чисельності населення («incipient population decline»).

Стадії, в яких перебуває те чи інше суспільство, формують три певних соціальних характери («social character») окремої людини: 
- Суспільство з високим рівнем народжуваності і високою смертністю формує соціальний характер особистості, орієнтованої на дотримання традицій, яка класифікується вченим як «tradition-directed people».
- Суспільство перехідного росту потенціалу формує соціальний характер особистості, орієнтованої на досягнення ряду інтерналізованих цілей в житті. Рісмен називає даний тип як «inner-directed people».
- Суспільство, що знаходиться в фазі зниження чисельності населення, формує тип особистості, яка орієнтована на очікування і думки інших людей. Даний тип Рісмен позначає як «other-directed people».

## Опис
Рісмен аналізує термін соціальний характер і описує три типи суспільства, що сформувалися в різний час в різних державах, а також соціальні риси, які відповідають цим типам суспільства. 
На його думку, існує очевидний зв'язок між певним суспільством і особистістю, що належить до нього. Також можна визначити соціальний характер особистості за відповідними характеристиками, що розвиваються в ній у зв'язку з проживанням в тому чи іншому суспільстві. Кожна характерна риса може використовуватися соціологом як інструмент поділу суспільства на підгрупи ( «social societies»). 

Як зауважує Рісмен, люди різних типів можуть цілком успішно адаптуватися в суспільстві для виконання ряду важливих завдань. Саме соціальні інститути в даному випадку будуть мотивувати людей, що відносяться до різних типів особистості, адаптуватися в тому чи іншому суспільстві і, тим самим, «заглушати» деякі персональні риси, які могли б бути не визнані в тому чи іншому суспільстві. 
 «Actually, people of radically different types can adapt themselves to perform , adequately enough, a wide variety of complex tasks. Or, to put the same thing in another way, social institutions can harness a gamut of different motivations , springing from different character types, to perform very much the same kinds of socially demanded jobs». 
 Але, беручи до уваги той факт, що суспільства можуть змінюватися швидше, ніж особисті риси, виділяючи соціальні характери відповідних суспільств, вчений не заперечує багатство людського потенціалу або різноманітність персональних рис особистості. 
 «Society may change more rapidly than character, or vice versa ... Thus while we shall be talking hereafter of social character types , we must try to remember that these types are constructions and that the richness of human potentiality , human discontent, and human variety can not be imprisoned within a typology». 
 Відзначаючи, що до його спроби існувало безліч підходів до класифікації суспільства, Девід Рісмен вказує, що інструментом для виділення типів суспільств він використовував зростання чисельності населення («the population growth of the society») і історичні передумови для формування певних рис суспільства («the historical sequence of character types»). 

### Суспільство традицій («tradition — directed people»)
Таке суспільство, на думку Рісмена, можна знайти в більш ніж половині країн світу, не торкнутих в той час індустріалізацією: Індія, Єгипет, Центральна і Південна Америка та інші регіони. Також даний тип суспільства був властивий і Європі Середньовіччя. 
Як вважає вчений, якби не високий рівень народжуваності, населення цих країн могло б просто перестати існувати через високу смертність. 
Суспільство в цих регіонах в основному покладається на молоде покоління, а зміна поколінь відбувається набагато частіше, ніж в індустріальних країнах. 
Соціальний порядок в цих суспільствах рідко змінюється, тому поведінка особистості в основному диктується клановими засадами, професійними співтовариствами, кастами, особами, що володіють владою. Відповідно, покоління майже не відрізняються один від одного. 
Велику роль у формуванні свідомості особистості відіграють культура і релігія, покликана спрямовувати кожного члена суспільства. 

Разом з тим проблеми, з якими стикаються покоління людей, майже не змінюються. В основному це проблеми, пов'язані зі сферою медицини і сільського господарства. 
 «... the culture, in addition to its economic tasks, or as part of them, provides ritual, routine, and religion to occupy and to orient everyone. Little energy is directed forward finding new solutions of the age -old problems, let us say, of agricultural technique or "medicine", the problems to which people are acculturated». 
 Головною перевагою особистості, що входить в це суспільство, є її «корисність». Вкрай не заохочуються наявність власної ініціативи або власної мрії і прагнень. Індивідуальні риси особистості не схвалюються на всіх рівнях суспільства, починаючи з бідних верств населення і закінчуючи правлячим класом, так як потреба в індивідуалізації рис в цих суспільствах мінімальна. Однак, як зазначає Рісмен, цінність особистості в цих суспільствах набагато вище, ніж в більш розвинених державах. 
 «... in these societies, where the activity of the individual member is determined by characterologically grounded obedience to traditions , the individual may not be highly prized and, in many instances, encouraged to develop his capabilities, his initiative, and even, within the narrow time limits, his aspirations. Indeed, the individual in some primitive societies is far more appreciated and respected than in some sectors of modern society». 

### Суспільство індивідуальності ( «inner-directed people»)
Це суспільство, на думку Девіда Рісмена, можна знайти в Європі під час занепаду феодалізму і розвитку Ренесансу, а також під час Реформації. 
Зниження смертності в цих суспільствах відбулося в результаті поліпшення гігієнічних норм, розвитку комунікацій (що дозволило державі краще контролювати і забезпечувати території продовольством) і розвитку сільського господарства (що дозволило краще обробляти землю і частково позбавило проблему з продовольством), зниженням числа дітовбивств і канібалізму, а також інших злочинів. 
Це суспільство характеризується збільшенням мобільності населення, швидким накопиченням капіталу, технічним прогресом, які відбулися в суспільстві, прагненням відкривати нові землі, колонізацією та імперіалізмом. 

У такому суспільстві особистість відрізняють індивідуальні риси і також здатність діяти незалежно від сформованих традицій. 
 «The greater choices this society gives - and the greater initiatives it demands in order to cope with its novel problems - are handled by character types who can manage to live socially without strict and self -evident tradition-direction». 
 Перед членом цього суспільства постійно стоять питання, пов'язані з прагненням до грошей, майна, знань, слави, влади. Кожен раз те чи інше питання може бути вирішене по-різному. 
Також відмінною рисою цього суспільства є поява нових організацій/асоціацій (Асоціація механіків, масони). 

Однак, на думку Рісмена, не варто повністю заперечувати вплив традицій на особистість даного суспільства: щоб не помилитися в ситуації вибору людина буде керуватися саме традиціями і засадами. 
 «On the contrary, he is very considerably bound by traditions: they limit his ends and inhibit his choice of means ... Even if the individual's choice of tradition is largely determined for him by his family , as it is in most cases, he can not help becoming aware of the existence of competing traditions - hence of tradition as such». 
 Протягом всієї роботи Девід Рісмен використовує термін психологічного гіроскопа ( «a psychological gyroscope») — інструменту, який закладається в особистість під час дорослішання і має функцію регулювання і співвідношення особистих потреб і прагнень з традиціями, прийнятими в суспільстві і потребами суспільства. 
 «... a psychological gyroscope. This instrument, once it is set by the parents and other authorities , keeps the inner-directed person, as we shall see, "on course" even when tradition, as responded to by his character, no longer dictates his moves». 

### Суспільство конформізму («other-directed people»)
Це товариство, на думку, Девіда Рісмена, досягло того рівня розвитку, яке дозволило збільшити міграцію по країні (з села в місто), а також забезпечити державу всіма необхідними технологіями і продовольством для нормального рівня життя всього населення. 
З точки зору вченого, таке суспільство існувало в СРСР, а також продовжує існувати в США, Європі, Канаді та Австралії. Аналізуючи дане суспільство, Рісмен звертається до населення Нью-Йорка, Бостона і Лос-Анджелеса як до показових прикладів суспільства, що носить дані риси. 
Для особистості цього суспільства, починаючи з дитинства, більш значущу роль відіграють однолітки і їхня думка, ніж сімейні традиції. І це ще з народження дитини розуміє сім'я, яка з самого початку не звинувачує його в частково зневажливому ставлення до цінностей. 

Також велику роль на формування особистості з дитинства надають мас-медіа: радіо, комікси, поп-культура. 
 «... with the spread of" permissive "child care to ever wider strata of the population , there is a relaxation of older patterns of discipline . Under these new patterns the peer-group (the age- and class-graded group in a child's school and neighbourhood ) becomes much more important to the child, while the parents make him feel guilty not so much about violation of inner standards as about failure to be popular or otherwise to manage his relations with these other children . Moreover, the pressures of the school and the peer-group are reinforced and continued - in a manner whose inner paradoxes I shall discuss later - by the mass media: movies, radio, comics, and popular culture media generally». 
 Головною метою особистості в цьому суспільстві, з точки зору Девіда Рісмена, є процес слідування оцінкам і очікуванням від інших людей, а не будь-які конкретні цілі, що і формує конформізм в суспільстві. 

На відміну від попереднього типу суспільства («inner-directed people»), дане товариство не має так званого «психологічного гіроскопа», однак, як пише Девід Рісмен, має почуття постійного занепокоєння, яке є своєрідним радаром для орієнтації в суспільстві: 
 «As against guilt-and-shame controls, though of course these survive, one prime psychological lever of the other-directed person is a diffuse anxiety. This control equipment, instead of being like a gyroscope, is like a radar ». 

## Критика
Після виходу книги в світ в «Harvard Law Review»  був опублікований відгук професора юридичного факультету Гарвардського університету Луїса Л. Яффі, який зауважив, що концепція Рісмена більш схожа на утопію і автор володіє скоріш ненауковим фаталізмом («unscientific fatalism»), ніж науковим підходом до предмету дослідження. Однак в той же час Яффі привів аргументи на користь використання концепції Рісмена для аналізу американської юридичної системи і взаємовідносин між громадянами США та виконавчими і законодавчими органами влади. Він також вказав на зв'язок між психологією споживача, яку, з точки зору Луїса Л. Яффі й описує Девід Рісмен. 

До його теорії також знову звернулися в 2008 році, коли в своїй статті «David Riesman and The Lonely Crowd»  Вілфред Макклей дійшов висновку, що дослідження Рісмена досі актуальне для аналізу психології американців. Він також зауважив, що підхід Девіда Рісмена є важливим інструментом для аналізу психології будь-якої особистості: 
 «... Riesman was, in effect, making light of the most fundamental premise of sociology - the belief that beneath all appearances of individual autonomy and rationality were the irrational binding forces of society and the brute power of the master concepts - community, authority, kinship, status, class, religion - by which human societies are constituted and sustained». 
 Вілфред Макклой пише про неоціненне дослідженні відомого соціолога, заявляючи, що для багатьох, в тому числі в силу особливості назви, книга так і залишилася або непізнаною або неправильно інтерпретованою. 